# ТЮГ імені Брянцева
ТЮГ імені Брянцева — один з перших професійних театрів світу та Росії, розрахований на дитячу та юнацьку аудиторію. Заснований у Петрограді в 1922 році.

## Історія
«З твого обличчя бруд я постираю …» Іван Вазов.

### Засновник Брянцев

Видання про ТЮГ 1927 року до п'ятирічного ювілею.

Олександр Брянцев народився в Петербурзі, мав просте походження. Мріяв стати моряком, але його не прийняли у престижне морське училище, бо він не належав до дворянського стану. Освіту отримав у гімназії та в Петербурзькому університеті (історико-філологічний факультет). Кохався в театрі і деякий час працював у Пересувному театрі П. П. Гайдебурова. Саме тоді він і створив свою першу виставу для дітей.
У 1921 р. був головою комісії задля заснування у місті дитячого театру. У 1922 р. такий театр і заснували, керівником новоствореного закладу і став О. Брянцев.
1940 року була оприлюденеа постанова про обов'язкове скорочення штатів і ТЮГ під примусом скоротив частку акторів.
Як театральний режисер, О. Брянцев створив 48 вистав, переважно радянської тематики. У 1950 р . отримав Сталінську премію 2-го ступеня.
Окрім режисури, займався теорією театрального мистецтва для дітей та юнацтва, що відбилося в низці статей у періодичних видання та у книгах автора. Мав чотири радянські ордени та медалі. По смерті Брянцева і з 1980 року його ім'ям було названо Ленінградський ТЮГ.

### Друковані твори О. Брянцева

Фотопортрет Брянцева, 1922 р. (?)

- Брянцев А. А. Опрощение театральной декорации. П., 1917
- Брянцев А. А. Художник в театре для детей. Л., 1927
- Брянцев А. А. Пять лет //Театр юных зрителей. Л., 1927
- Брянцев А. А. Из записной книжки режиссера // О «Коньке-горбунке». Л., 1937
- Брянцев А. А. Наша цель, наши искания // Театр для детей. М., 1955

### В роки війни 1941—1945
Театр юних глядачів (режисери, актори, художники та їх діти) були евакуйовані на Урал і перебували в місті Березники.
Робота не припинялась і в евакуації. Сценограф Наталя Іванова працювала над новими ескізами, серед них до вистави «Весільна подорож» (комедія В. Диховичного). Лише деякі з ескізів були використані в виставах в умовах місцевого театру. Концерти йшли у спрощених варіантах і без сценічного оформлення. Акторів ТЮГу задіяли у концертах для працівників місцевих підприємств. ТЮГ перебував на човні, пересувався від одного поселення до іншого та обслуговував робітників Камлісосплаву. В ритмі лихоманки готують нові вистави і концертні номери, наче виправдовуючи власне існування в тилу, де щодня не стріляють.
ТЮГ за дозволом повернули в Ленінград (на вулицю Моховую, 35) влітку 1944 року .

### Будівля

Арх. Олександр Жук. ТЮГ імені Брянцева, поземний план.

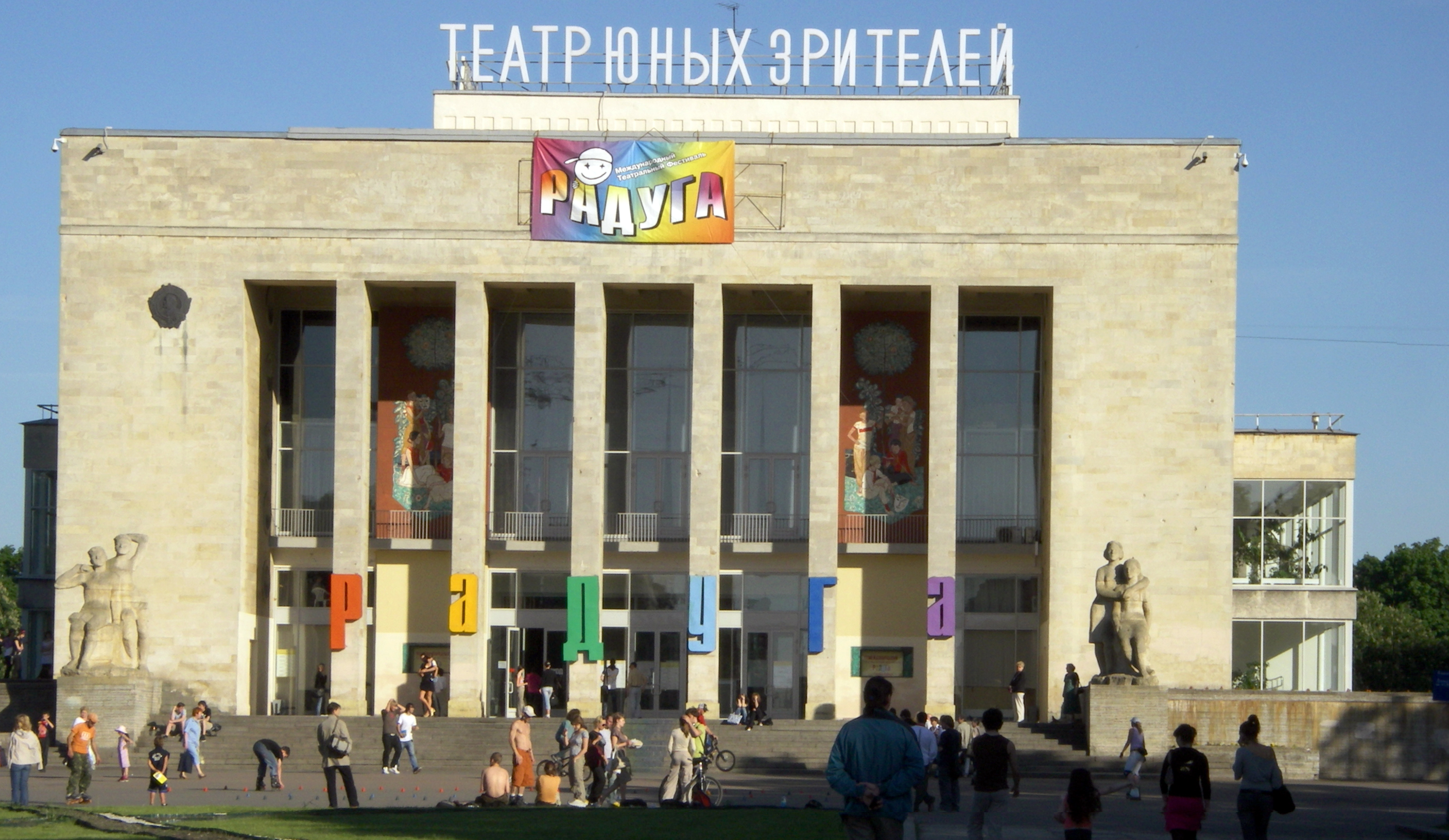
Архітектор Олександр Жук. Декор фасаду під час свята, 2007 р.

У період з 1922 по 1962 рр. дитячий театр працював в колишньому приміщенні Тєнішевського училища.
У 1962 р. було завершено будівництво сучасного приміщення для театру на перетині Загородного проспекту та Горохової вулиці. Простора будівля має спрошені форми в стилі функціоналізму і виконана з бетону (облицьована каменем), де є приміщення для репетицій, реквізиту, малого музею історії театру тощо. Глядацька зала виконана за зразками давньогрецького амфітеатру. Архітектор — Олександр Жук.

### Період 1962—1986рр.
По смерті Брянцева колектив не розпався. Нове дихання в життя театру принесло нове покоління акторів, театральних художників, драматургів. Довгі роки режисером театру працював Корогодський Зіновій Якович (1926—2004). З Корогодським працював композитор Важов Станіслав Сергійович.
Корогодський значно розширив межі репертуару театру, незважаючи на вимоги залишатися театром для дітей, школярів та юнацтва. Але ставилися вистави, розраховані і на дорослу аудиторію, що мають дітей різного віку і різної підготовки до сприйняття театрального мистецтва. Достатньо пригадати, що першим завлітом в театрі працював — Маршак Самуїл Якович (1887—1964).

## Репертуар ТЮГу
Серед вистав театру — від п'єс про історію революційного руху в Росії (за схемою, як це подавав московський уряд) і класики до дитячих казок -
- «Комедія помилок», Вільям Шекспір
- «Коник-горбунок»
- «Кіт у чоботях»
- «Два клени», Євген Шварц, (режисер Вейсбрем Павло Карлович 1899—1963)
- «Зелена пташка» (1935 р., режисер Зон Борис Вольфович)
- «Колеги» (за твором Василя Аксьонова)
- «Хазяїн»
- «Бембі», (Ф.Зальтен)
- «Рудольфіо»
- " Тіммі, сучасник мамонтів (ТЮГ, 1981) "
- «Діти капітана Врунгеля»
- «Тиждень, повний субот»
- «Зупинити Малахова»
- «Відкритий урок»
- «Не уходь ніколи»
- «Веселка взимку» (М.Рощін)
- «Борис Годунов» (О. С. Пушкін)
- «Дівчинка, що чекає»
- " Ніч перед випуском, ТЮГ, 1979 "
- «І все це про нього»
- "Після страти прошу … "
- «Ковток свободи» (Б. Окуджава)
- «Навколо площі»
- «Ромео і Джульєта», Вільям Шекспір
- «Свої люди — домовимось» (М. Островський)
- «Професія Айзека Азімова»
- «В родині Лепік»
- «Тобі присвячується», (М.Бременер)
- «Нетерпіння»
- «Король Лір», Вільям Шекспір
- «В гостях у донни Анни»
- «Будь здоров, школяр»
- «На два голоси»
- «Бонжур, мсьє Перро»
- «Мій бідний Марат»
- «Ні, я не Байрон»
- «Мамаша Кураж і її діти», (Б. Брехт)
- «Балада про славетного Більбо Беггінса», (Д. Толкин)
- «Кішка, що гуляла сама по собі» (Нонна Слепакова)
- Гамлет, Вільям Шекспір
- «Весняні перевертиші», (В. Тендряков)
- (російською) «Потешки» використані російські прислів'я
- «Месс Менд», (Шагінян Марієтта Сергіївна, адаптація до театру Володимира Меньшова)
- «Наш цирк»
- "Наш, тільки наш "
- «Наш Чуковський»
- «Наступна зупинка — небо» (Хармс) та інші.

## Делегатське зібрання ТЮГа
Аудиторію і психологію дитячих і юнацьких театрів ніхто добре не знав, бо справа була новою. 1924 року керівник театра О. О. Брянцев і М. М. Бахтін ((1866—1940), педагог і поет-перекладач, запровадили у театрі делегатське зібрання. Школярі різних шкіл запрошувались на зустрічі з режисерами і акторами заради вивчення їх думок, вражень про вистави тощо. Школярів привчали до театра, показували його роботу, непомітно перетворювали актив делегацького зібрання у помічників, що почали слідкувати за спонтанною, некерованою поведінкою дітлахів, підлітків і юнацтва під час вистав і антрактів, умиряти галас і хаос у глядацькій залі.
Це починалось як гра у демократію з дітьми у дусі зламу звичного, агресивного запровадження у пореволюційний період прагнень зробити щось абсолютно нове, незвичне, чого не було і не могло бути за царату, як не було за царату і самих дитячих театрів. З думками юнацтва рахувались, але у дитячих театрів було забагато керівників (від радянських цензорів до керівництва самого театра) і саме їм належало останнє слово і істаннє рішення.
Тим не менше делегатське зібрання ТЮГа радянського періоду практично у незмінному вигляді проіснувало близько 65 років. Так, відбулась ювілейна зустріч представників різних поколінь делегатського зібрання 1984 року, а сиві представники довоєнного і повоєнного періодів згадували і колишні вистави, і колишніх акторів та режисерів, принесли квіти і свідчили у доповідях і про власну молодість, і про власну прихильність до ТЮГа. Тоді ж здогадались зробити і телевізійну версію ювілейних урочистостей 1984 року.

## Вимоги Корогодського. Феномен ленінградського ТЮГу
« Розкажеш правду їм про мене, тим майбутнім…» В. Шекспір (репліка Гамлета)

В дещо розслаблену атмосферу театру після Брянцева наполегливий Зіновій Корогодський вніс вимоги дисципліни, тренінгу, постійного навчання і навіть муштру, притаманну балету.
В театрі ТЮГ вивісили перелік книг, котрі актори повинні були прочитати. Була надто обмежена зайва адміністративна інформація. На дошках об'яви вивішували лише списки, де і в яких репетиціях та виставах задіяні актори. Театральний режисер жорстко контролював поведінку акторів в театрі, особливо тих, хто був схильний байдикувати чи прикладатися до чарки. Але Зіновій Корогодський не тільки вимагав, а і піклувався і виховував. У виставах використовував здібності акторів: гру на гітарах, здатність співати, красиво танцювати. На репетиціях знову запанували акторські етюди. Частка найбільш вдалих етюдів логічно переходила у вистави театру. На репетиції Корогодського залюбки приходили навіть не задіяні актори, аби подивитися на працю інших, привчити себе до творчої дисципліни і вимог режисера, усвідомити власні недоліки і долати їх.
На щастя, ефемерне мистецтво репетицій і вистав тогочасного ленінградського ТЮГу частково зафіксоване в документальному кіно.
Хтось порахував, що Корогодський-викладач виховав і відпустив у світ шістнадцять випусків театральної молоді.
Сам трудоголік, Корогодський поважав і виховував трудоголіків-акторів. На це здатні не всі. Звичайно, що це і подобалось не всім. До Корогодського режисера з підозрою ставились і комуністичні керівники Ленінграда. Але не могли заборонити надання йому премії імені Станіславського за педагогічну діяльність. 2007 року в Санкт-Петербургському Гуманитарному університеті профспілок, де викладав З. Я. Корогодський, встановили погруддя на честь театрального діяча і педагога.
Народився і зріс феномен ленінградського ТЮГу. Вистави мали успіх у дітей і дорослих. Запобіжні глядачі купували квитки заздалегідь, бо їх не вистачало для всіх охочих. У адміністраторів театра народилась традиція впускати в театральну залу тих, хто не встиг придбати квитка і був готовий дивитись виставу, сидячі 3-4 години на сходинках амфітеатру.
Відомі випадки, коли іноземців, що не зналися на російськой мові, приводили на вистави ТЮГу. І ті, не знаючи мови, розуміли сюжет і підкорялися акторському ентузіазму, натхненню і енергетиці добра, котра йшла зі сцени у глядацьку залу.
Ленінградський ТЮГ витримував творче змагання з уславленими, «дорослими» театрами міста, з концертними залами, з унікальними виставками в музеях міста (котрі збирали натовп), з потужною туристичною системою і сам став визначним місцем, бо приймав в своїх стінах вистави ТЮГів з інших міст СРСР.

## Співпраця з авторами
Театральна вистава починається з п'єси. Вже на початковому етапі Корогодському стало зрозуміло, що спеціально для театрів юних глядачів ніхто — не пише. Писали лише для «дорослих» театрів. Казка «Коник-горбунок» (візитна вистава ТЮГу) писалася як казка і не була розрахована на постанову в театрі. Все це стосувалось і більшості інших п'єс, адаптованих під юних глядачів в самому театрі або за його замовами.
Режисер Корогодській розпочав працю з літераторами і драматургами. Процес зацікавив обидві сторони: амбітні автори отримували шанс побачити власний твір реалізованим на сцені, а ТЮГ отримував твір і прем'єру, невідому іншим.
З ленінградським ТЮГом або співпрацювали, або тут починали сценічне життя твори Євгена Шварца, Булата Окуджави, В. Тендрякова, В.Катаєва, М.Рощіна, Ю.Ентіна, М.Бартенєва та інших.
Режисер Корогодській мав дивну здібність відшукувати талановитих особ і залучати їх до праці в театрі. Серед них — молоді актори, нові драматурги, невизнані ще тоді художники.
Серед новацій З. Я. Корогодського — семінари з акторами або «Дні навчання». Тематика була різна, наскрізна тема «Днів навчання» — відповідальність діячів мистецтва перед суспільством, знання і напрямок, куди треба рухатися.

## Співпраця з глядачами

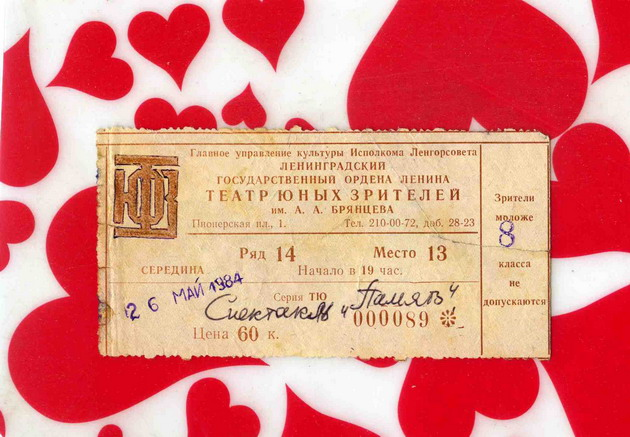
ТЮГ імені Брянцева, квиток на виставу 26 травня 1984 р.

Очільники театру розпочали співпрацю і з глядачами. Почали проводити особливі заклади, серед яких були —
- День батьків
- День директорів шкіл
- Делегатське зібрання, що працювало роками (зібрання делегатів-школярів, що бачили виставу і писали на неї рецензію)

## Театральні режисери ТЮГа
- Зон Борис Вульфович (1898—1966)[4]
- Вейсбрем Павло Карлович (1899—1963)[5]
- Дімант Семен Юхимович (1915—1975)[6]
- Додін Лев Абрамович (1944 р.н.)[5]
- Шифферс Євген Львович (1934—1997)[5]

## Введення у театральне мистецтво малюків
Брянцев вважав, що приводити малюків на вистави з живими акторами не слід. А приводити у театр потрібно. Тому для малюків організували ляльковий театр під дахом ТЮГа. Цим відділком керувала тоді Любов Шапоріна-Яковлева.

## Акторський склад доби Брянцева
- Черкасов Микола Костянтинович (1903—1966)
- Поліцеймако Віталій Павлович (1906—1967)
- Уварова Єлизавета
- Чирков Борис Петрович (1901—1982)
- Пугачова Клавдія Василівна  (1906—1996)
- Аркадіна Роза (травесті)
- Потаповська Ніна (травесті)
- Казарінова Ніна Миколаївна (травесті 1907—1999)
- Єфімова Єлизавета Іванівна
- Журавльова Віра
- Жукова Людмила
- Лебедєв Рем Федорович (1928—1988)
- Шевченко Євген Іванович (1934—1994)
- Карамишев Микола
- Шифман Михайло
- Воропаєв Михайло
- Дробишева Ніна
- Мамаєва Ніна
- Мусатов Володимир Іванович (1910—1993)
- Сошальський Володимир Борисович (1929—2007)
- Кудрявцева Наталя Костянтинівна
- Анна Ковальова (1919—1997)
- Красикова Людмила Іванівна, актриса, мати Олександра Хочинського
- Бруно Фрейндліх (1909—2002), батько актриси Аліси Фрейндліх

## Акторський склад доби Корогодського
- Боровкова Наталія Леонідівна
- Буров Микола Віталійович
- Глушкова Оксана Олегівна
- Дюкова Анна Анатолівна

- Тараторкін Георгій Георгійович  (1945 р.н., працював до 1974 р.)
- Шуранова Антоніна Миколаївна (1936—2003)
- Хочинський Олександр Юрійович (1944—1998)
- Євграфов Віктор Іванович (1948 р.н.)
- Волкова Ольга Володимирівна (акторка) (1939 р.н.)
- Александрова Олена
- Степанов Яков Михайлович (1957—1991)
- Лисенкова Ольга Євгенівна (1952 р.н.)
- Ірина Асмус (1941—1986)
- Ігор Шибанов (1944 р.н.)
- Соколова Ірина Леонідівна (1940 р.н.)
- Старих Марина
- Блок Олександр Іванович (1955—2015)
- Майданюк Наталя Вікторівна (1952 р.н.)
- Каморний Юрій Юрійович (1944—1981)
- Іванов Микола Миколайович (1943 р.н.)
- Овадіс Ігор Юхимович (1952 р.н.) та інші.

## Художники сценографи театра
- Іванова Наталя Миколаївна (1908-1981, працювала з 1934 до 1970 р.)
- Берман Гдаль Ілліч ()
- Аршакуні Завен Петросович (1932—2012)
- Китаєв Март Фролович (1925 р.н.)
- Еміль Капелюш ()

## Вибрані фото

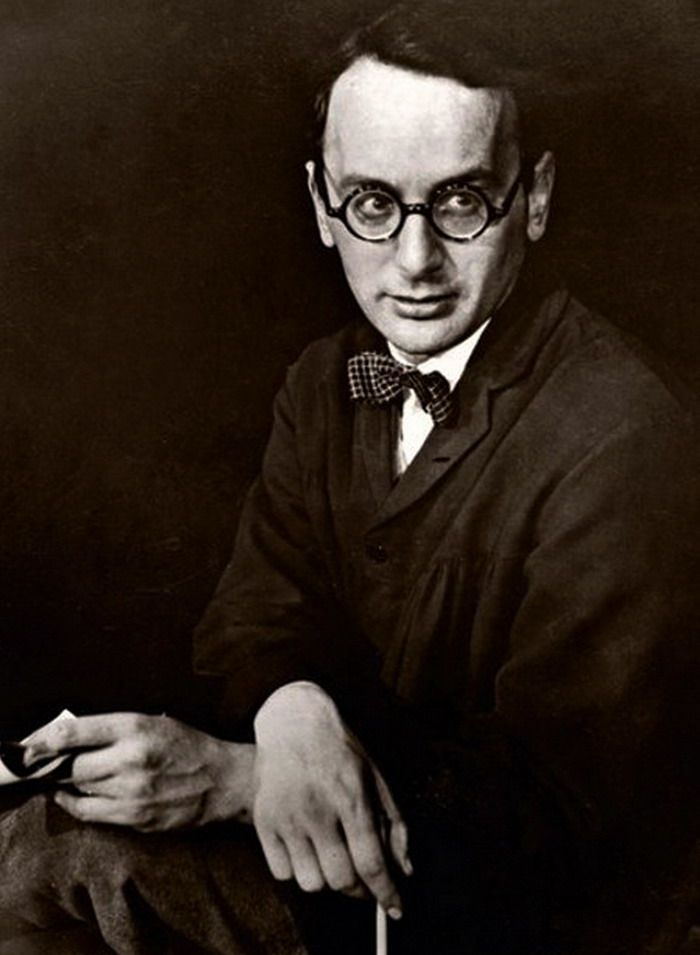
Зон Борис Вульфович, театральний режисер
Сценограф Наталя Іванова, фото 1938 р.
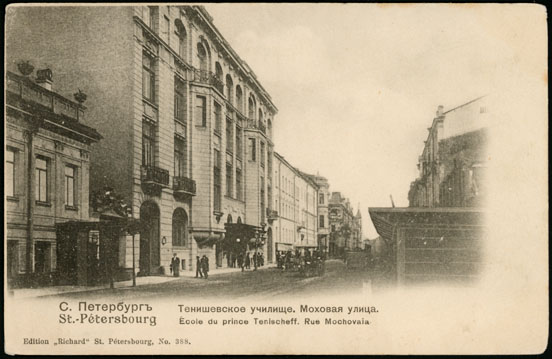
Первісне розташування ТЮГу, вул. Мохова, 35 (Нині Навчальний театр)
Титульна стрінка видання про ТЮГ 1927 року, видавництво «Академія».
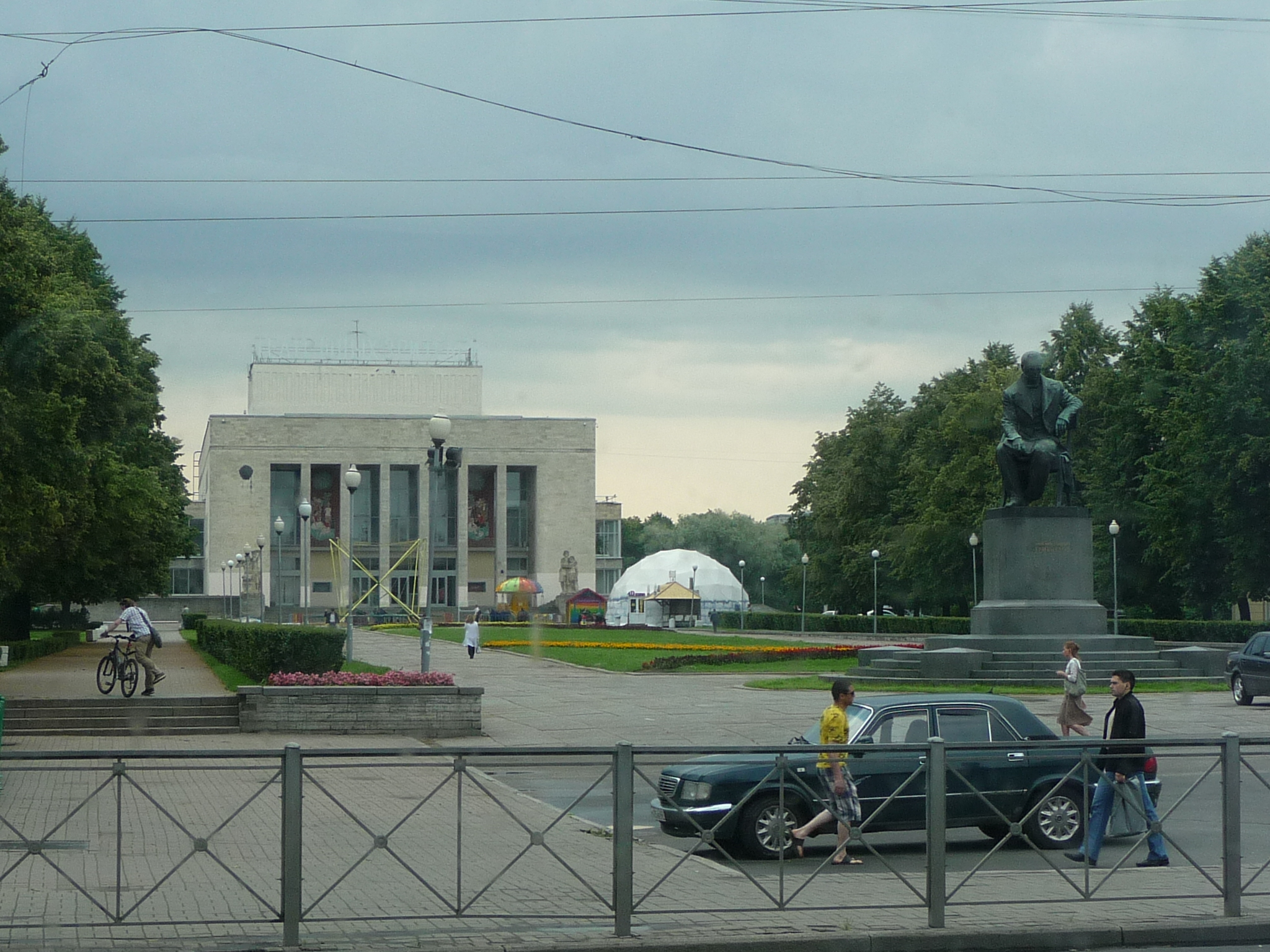
Головний фасад театру, фото 2009 р.
Євген Шварц, вистава « Скарб». Режисер Борис Зон, фото 1933 р.
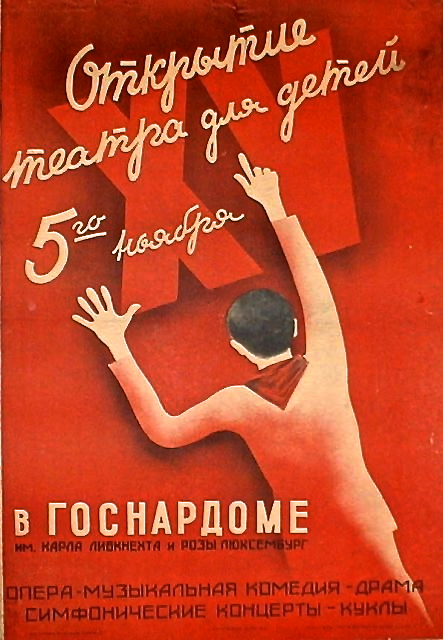
Відкриття театра для дітей у Державному народному домі, 1932 р.

## Проблема з тюзівським архівом
В ТЮЗі десятиліттями не було власного фотографа. Його не було навіть у штаті. З роками це призвело до непоправних втрат, бо відсутня базова фотохроніка його початкового періоду і періоду середини 20 ст.
Фотознімки робили, але це аматорські фоти, зазвичай улюблених акторів чи акторів у ролях, звична практика аматорів. Тому від початкового періоду збережені випадкові фото, де нема фотопортретів театральних режисерів і репетицій, основи роботи театрів. Візуальна історія ТЮГа надзвичайно неповна. Винятків небагато. Зазвичай це фоти, зроблені для періодичних видань, але вони належать не ТЮГу імені Брянцева.
В грудні 1958 — січні 1959-го рр. в Москві та в Ленінграді відбулись гастролі уславленого театру з британського міста Стретфорда (тоді, до 1961 року, його назвою був Шекспирівський меморіальний театр). В той період декілька англійських акторів відвідали ленінградський ТЮГ (ще на вул. Мохова, 35), подивились казку-виставу «Два клени» Є. Шварца. Після вистави відбулась зустріч акторів обох театрів, котру здогадались зафіксувати на фото.
На серії фото у декілька десятків зразків — керівник ТЮГу О. О. Брянцев, режисер-постановник вистави «Два клени» — Вейсбрем Павло Карлович, Іванова Наталя Миколаївна, головний художник ТЮГу того періоду, автор декорацій до шварцевської вистави "Два клена ", британські актори і актриси Джеральдина Макьюен, Рон Хеддрик, сер Майкл Редгрейв (1908—1985), британський актор и режисер, батько актриси Ванесси Редгрейв.
Стан справ ненабагато змінився лише на початку 1960-х років, коли актори і аматори отримали і фотоапарати, і, що важливо, аматорські камери. Ця частина архіву цікава і своїми фотофіксаціями, і зафіксованими репетиціями, і концертними номерами, і фотопортретами. Але більшість з них осіла у приватних збірках і архівах, що мають здатність зникати безслідно. Їх палять, розпорошують, дарують без описів іншим, часто байдужим і до ТЮЗа, і до його історії. Важко знайти і оцифрувати навіть друковані театральні програмки минулих вистав, що горять як непотріб.
У ТЮГі створений власний архів, але він неповний майже у всіх своїх частинах…

## Адреса театру
Санкт-Петербург, площадь Пионерськая, буд. 1, ст метро «Пушкинская», Телефон театра 712-41-02